# Aciagrion fragile
Aciagrion fragile är en trollsländeart som först beskrevs av Tillyard 1906.  Aciagrion fragile ingår i släktet Aciagrion och familjen dammflicksländor. IUCN kategoriserar arten globalt som livskraftig. Inga underarter finns listade i Catalogue of Life.